# معتمدية صواف
معتمدية صواف إحدى معتمديات الجمهورية التونسية، تابعة لولاية زغوان. تم إقرار إنشاء معتمدية بمنطقة صواف في 9 يوليو 1989 وأشرف عليها السيد وزير الشؤون الاجتماعية في وقتها، وكان الاجتماع التأسيسي بالمدرسة الابتدائية بـ صواف. كانت صواف جزء من معتمدية الناظور واللذان كانا معا جزء من معتمدية الفحص وقراها. كانت تابعة إلى ولاية باجة ثم ولاية تونس وأخيراً ولاية زغوان.

## الموقع الجغرافي
تقع معتمدية صواف في أقصى نقطة من جنوب الشمال التونسي وعلى مشارف منطقة الساحل وموقعها المتميز جعلها نقطة عبور بين الشمال الغربي والساحل التونسي. تبعد عن العاصمة تونس 75 كلم تقريباً وعن مدينة سوسة 68 كلم ونابل 73 كلم و القيروان 81 كلم.
تحد معتمدية صواف كل من المعتمديات التالية: الفحص، الناظور، السبيخة في ولاية القيروان، النفيضة في ولاية سوسة ثمّ معتمدية الزريبة.

## تشتهر بـ
بمعتمدية صواف العديد من المعالم الأثرية وهذا بسبب أن البربر ثم الرومان ثم العرب قد سكنوها. تشتهر معتمدية صواف بالفلاحة وتربية الماشية وخاصة الأغنام وبها ضيعة فلاحية نموذجية للمحافظة على سلالة الأغنام البربرية ويُقال بأنّها النعجة النجدية التي كادت تندثر وربّما كان تسمية المنطقة بـ صواف لشهرتها بإنتاج الصوف ويوجد بها سوق لترويج هذا المنتج.